# آلشوژولتسا
آلشوژولتسا (به مجاری:  Alsózsolca) یک سکونتگاه مسکونی در مجارستان است که در بورشود-آبااوی-زمپلن واقع شده‌است.